# 冬日娜
冬日娜（1975年 —），蒙古族，中国體育記者，现職中國中央電視台體育頻道，專職田徑新聞的報導。以多次采访刘翔而闻名。

## 生平
- 大學于北京广播学院（中国传媒大学前身）新聞傳播專業毕业，期間有參與田徑比賽的經驗，曾有代表大學參與全國比賽。就讀大學期間亦曾在中央電視台實習。[2]

- 1996年，於畢業後進入中國中央電視台體育頻道正式成為體育記者

- 1998年起，專職田徑項目的新聞報導。有多次報導大型田徑比賽如国际田联黄金联赛及奧運會等經驗。

- 2000年起開始採訪當時冒起的跨欄新秀劉翔，憑藉其人氣而開始為大眾所熟知。[3][4][5]